# Колхозшы
Колхозшы (каз. Колхозшы, до 1999 г. — Кайрат) — упразднённое село в Талгарском районе Алматинской области Казахстана. В 2014 году включено в состав города Алма-Ата как микрорайон Нуршашкан. Входило в состав Гульдалинского сельского округа.
Находится примерно в 18 км к западу от города Талгар. Код КАТО — 196249400. 

## Население
В 1999 году население села составляло 881 человек (426 мужчин и 455 женщин). По данным переписи 2009 года, в селе проживало 1426 человек (703 мужчины и 723 женщины).